# Idaea simplicior
Idaea simplicior is een vlinder uit de familie spanners (Geometridae). De wetenschappelijke naam is voor het eerst geldig gepubliceerd in 1934 door Prout.
De soort komt voor in Europa.